# پری‌الیکاییان
پری‌الیکاییان (نام علمی: Maluridae) نام یک تیره از راسته گنجشک‌سانان است.